# Melanophilharmostes pygmaeus
Melanophilharmostes pygmaeus är en skalbaggsart som beskrevs av Rudolph Petrovitz 1968. Melanophilharmostes pygmaeus ingår i släktet Melanophilharmostes och familjen Hybosoridae. Inga underarter finns listade i Catalogue of Life.